# Jacques van Poppel
Jacobus Johannes (Jacques) van Poppel (Princenhage, 26 mei 1909 – Turnhout, 2 september 1976) was een Nederlandse beeldhouwer, medailleur, keramist en docent.

## Leven en werk
Van Poppel werd geboren op 26 mei 1909 in Princenhage, als zoon van een bakker. Het gezin telde in totaal negen kinderen, van wie er twee jong stierven. Van Poppel toonde al vroeg aanleg voor tekenen en beeldhouwen, maar haalde op aandringen van zijn vader eerst zijn onderwijsakte. Later werd hij beeldend kunstenaar. Hij werd opgeleid onder Gerard Bourgonjon aan Katholieke Leergangen in Tilburg. Van 1945 tot 1955 gaf hij zelf les op deze school, vanaf 1955 aan de Sociale Academie in Breda. Hij werkte figuratief in hout, brons en steen. Van Poppel was lid van de Stichting Beeldende Kunstenaars in Tilburg en van C.O.S.A. in Delft. Hij kwam, samen met zijn vrouw Nel, om het leven bij een verkeersongeluk op 2 september 1976.
In zijn vroege jaren als beeldend kunstenaar maakte hij veel religieuze werken in opdracht van kerken en kloosters. In latere jaren was hij vooral aangewezen op particuliere opdrachten, vrij werk en zijn baan als docent culturele vormgeving aan de Sociale Academie. Ook maakte hij in opdracht diverse herdenkings- en verzetsmonumenten.
Een van de werken van Van Poppel is het reliëf "Levensweg", dat vanaf 1962 aan het toenmalige pand van de Sociale Verzekeringsbank aan de Markendaalseweg in Breda hing. Met de verhuizing van de Sociale Verzekeringsbank naar een nieuw pand verdween het reliëf in 2000 uit het straatbeeld. Een deel ervan werd eind 2019 tentoongesteld in het Princenhaags Museum als onderdeel van de tentoonstelling "Terug in beeld, Jaqcues van Poppel (1909-1976)". In 2023 werd het herplaatst.

## Werken (selectie)
- Madonna (1948), schoolplein aan de Dreef in Breda
- Heilig Hartbeeld (1952), Pastoor Pottersplein, Breda
- Monument voor Coba Pulskens (1957), Tilburg
- Oorlogsmonument (1957), Dorpsstraat, Ossendrecht
- Oorlogsmonument (1955) in het Slotpark, Oosterhout
- Bevrijdingsmonument Oudenbosch (1960)
- Levensweg (1962), Markendaalseweg, Breda
- Vogels (1965) in Slotpark, Oosterhout

## Galerij

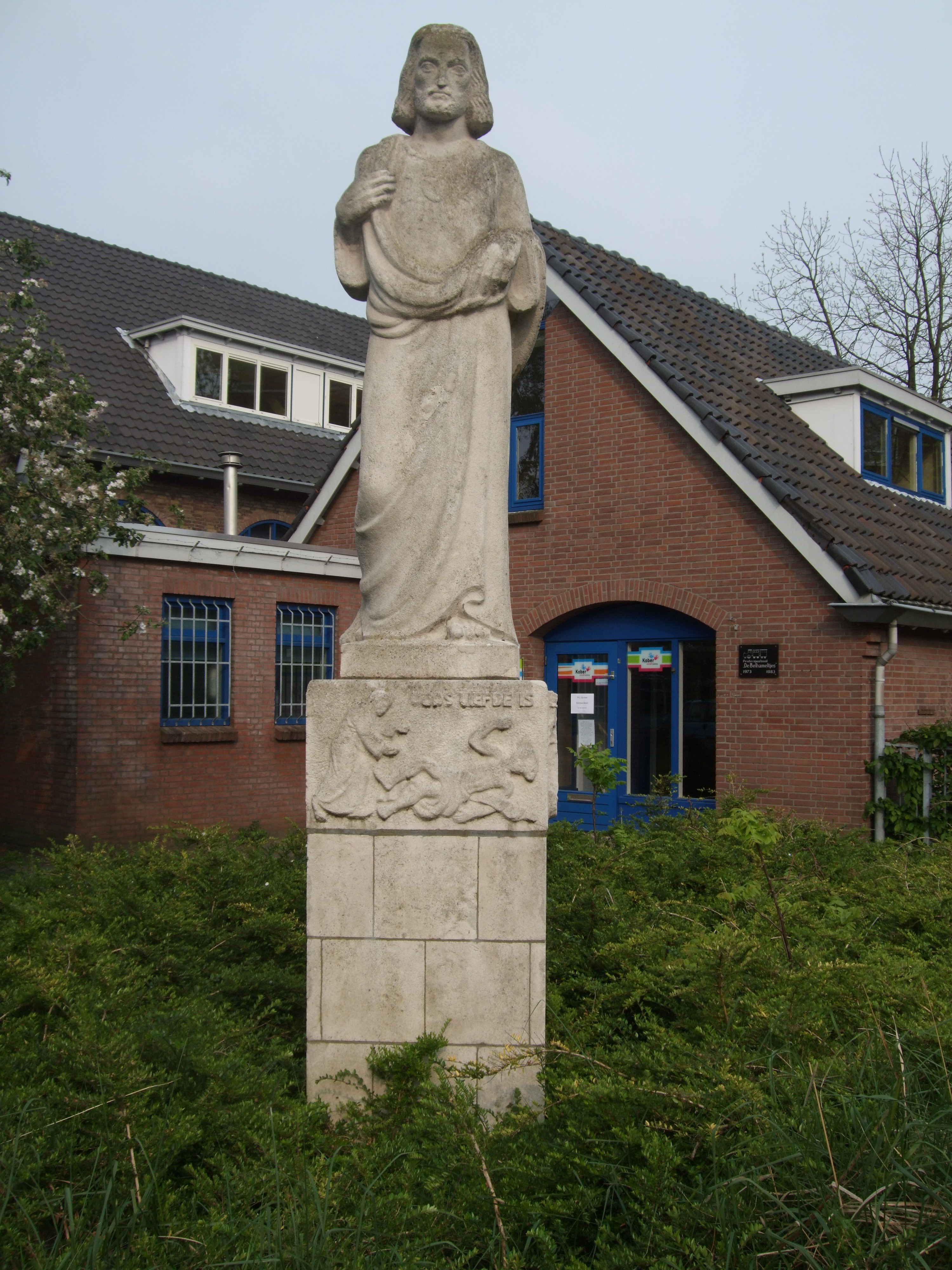
Heilig Hartbeeld (1952)
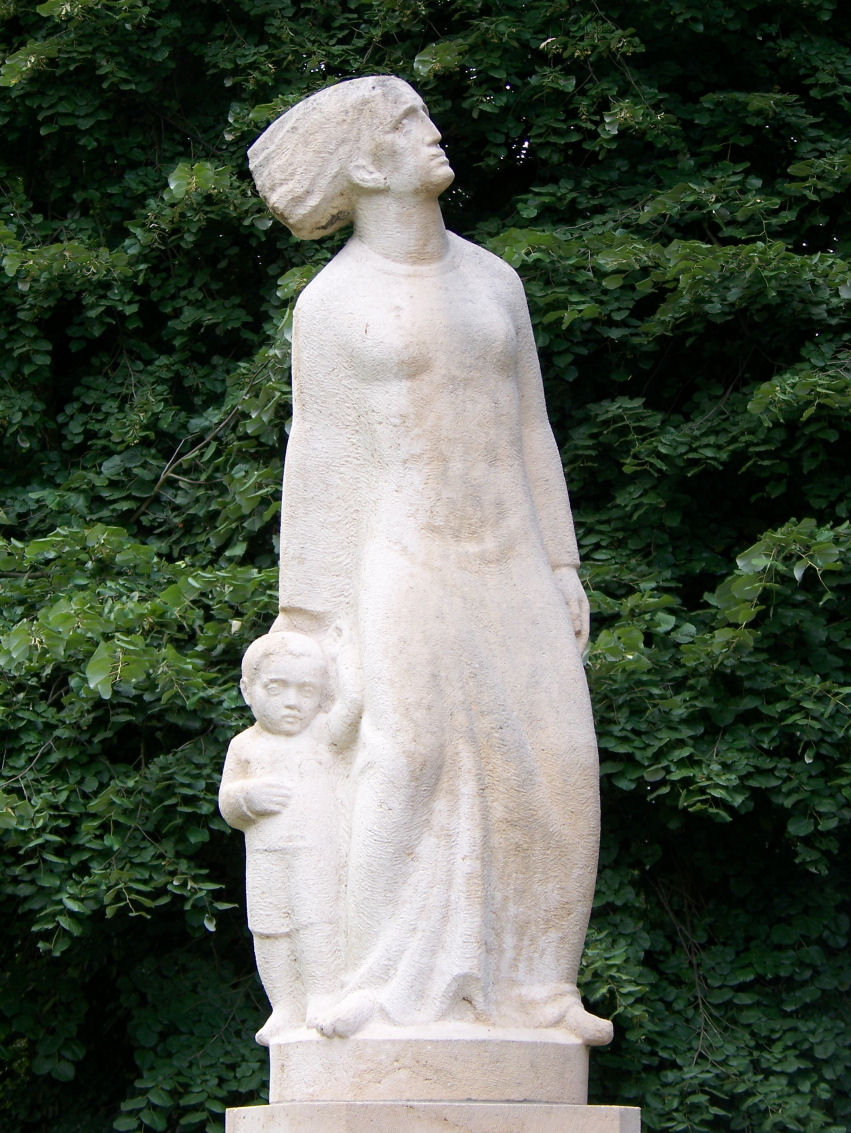
Oorlogsmonument Oosterhout (1955)
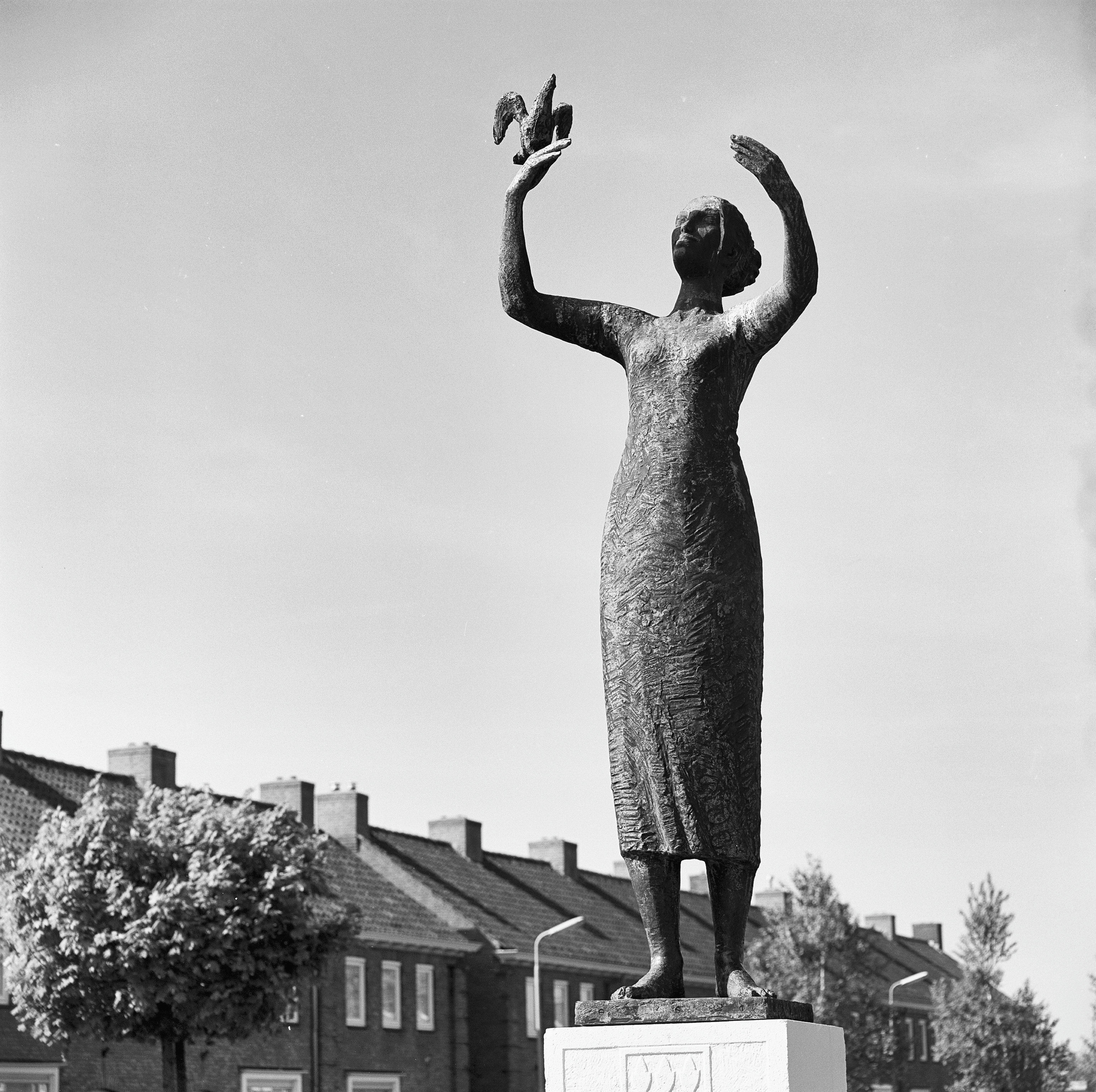
Bevrijdingsmonument Oudenbosch (1960)
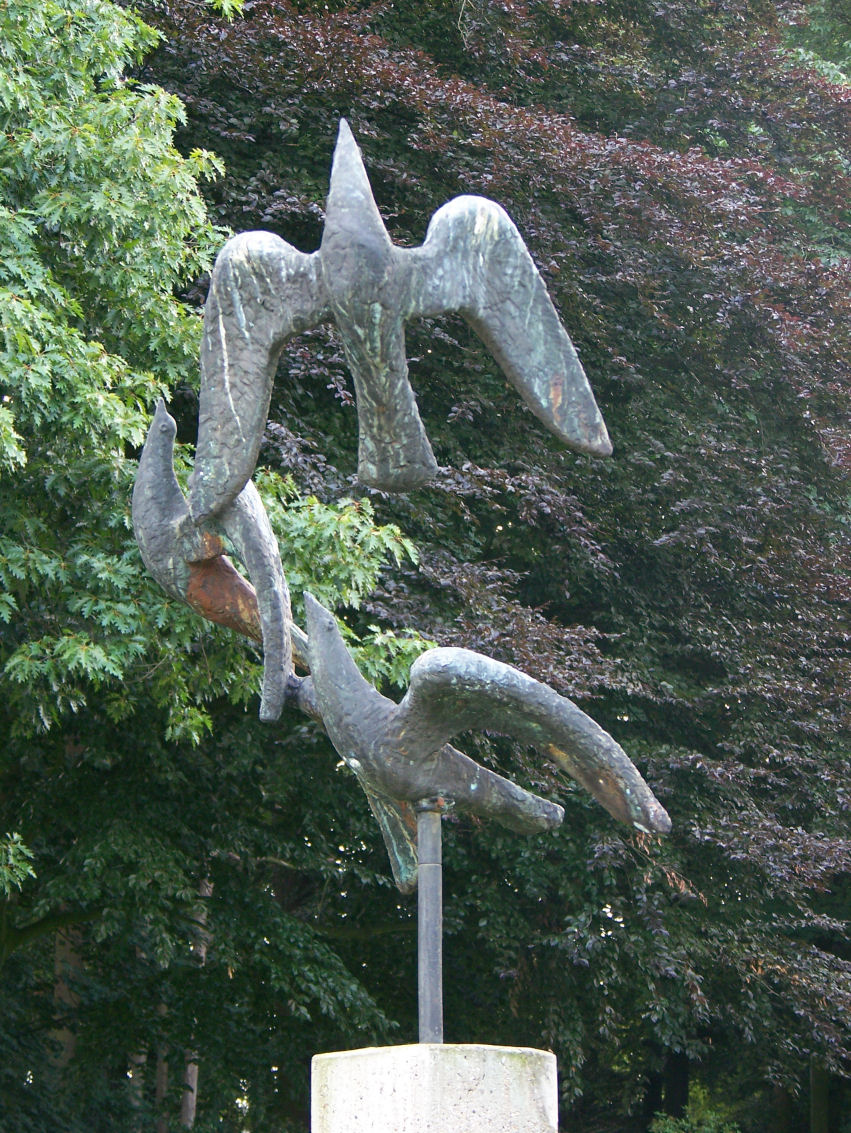
Vogels (1965)